# Millî Lig de 1959
A Millî Lig de 1959 foi a 1ª temporada do Campeonato Turco de Futebol. De abrangência nacional e organizada oficialmente pela Federação Turca de Futebol, substituiu a então existente Federasyon Kupası (em português, Copa da Federação) considerada a primeira competição inter-regional de clubes e precursora do atual futebol profissional turco.
O Fenerbahçe sagrou-se campeão nacional pela 1ª vez após ter vencido no placar agregado o arquirrival Galatasaray e classificou-se para disputar a Taça dos Clubes Campeões Europeus de 1959–60.[carece de fontes?]

## Regulamento
Realizada entre fevereiro e junho de 1959, foi disputada sob o formato de mata-mata, com seus 16 clubes participantes divididos em 2 grupos: Kırmızı Grup (em português, Grupo Vermelho) e Beyaz Grup (em português, Grupo Branco), em referência às cores presentes na bandeira da Turquia. Os clubes do mesmo grupo disputaram entre si partidas em turno e returno, tendo se classificado ambos os primeiros colocados para enfrentaram-se na final e decidirem o campeonato em jogos de ida e volta.

## Fase de Grupos

### Grupo Vermelho
| Pos. | Clube            | P  | J  | V | E | D | GP | GC | SG |
| ---- | ---------------- | -- | -- | - | - | - | -- | -- | -- |
| 1    | Galatasaray      | 20 | 14 | 7 | 6 | 1 | 18 | 7  | 11 |
| 2    | Vefa             | 20 | 14 | 7 | 6 | 1 | 21 | 10 | 11 |
| 3    | Ankara Demirspor | 16 | 14 | 4 | 8 | 2 | 12 | 11 | 1  |
| 4    | Göztepe          | 15 | 14 | 5 | 5 | 4 | 23 | 21 | 2  |
| 5    | Karagümrük       | 12 | 14 | 4 | 4 | 6 | 17 | 17 | 0  |
| 6    | Karşıyaka        | 10 | 14 | 2 | 6 | 6 | 13 | 21 | -8 |
| 7    | Gençlerbirliği   | 10 | 14 | 1 | 8 | 5 | 10 | 18 | -8 |
| 8    | Adalet           | 9  | 14 | 1 | 7 | 6 | 12 | 21 | -9 |

#### Nota
O Galatasaray terminou a fase de grupos à frente do Vefa, classificando-se para a final da competição, por ter obtido vantagem no confronto direto entre as equipes (0–0 em casa; 1–1 fora de casa).

### Grupo Branco
| Pos. | Clube        | P  | J  | V  | E | D | GP | GC | SG  |
| ---- | ------------ | -- | -- | -- | - | - | -- | -- | --- |
| 1    | Fenerbahçe   | 26 | 14 | 12 | 2 | 0 | 29 | 7  | 22  |
| 2    | Beşiktaş     | 18 | 14 | 8  | 2 | 4 | 22 | 16 | 6   |
| 3    | Altayspor    | 15 | 14 | 5  | 5 | 4 | 18 | 16 | 2   |
| 4    | İzmirspor    | 13 | 14 | 4  | 5 | 5 | 11 | 12 | -1  |
| 5    | Ankaragücü   | 13 | 14 | 5  | 3 | 6 | 16 | 19 | -3  |
| 6    | Hacettepe    | 11 | 14 | 5  | 1 | 8 | 14 | 20 | -6  |
| 7    | Beykoz       | 10 | 14 | 3  | 4 | 7 | 17 | 21 | -4  |
| 8    | İstanbulspor | 6  | 14 | 1  | 4 | 9 | 6  | 22 | -16 |

## Resultados

### Grupo Vermelho
| Mandante \ Visitante | ADA | ADS | GAL | GEN | GÖZ | KAR | KSK | VEF |
| -------------------- | --- | --- | --- | --- | --- | --- | --- | --- |
| Adalet               | —   | 0–0 | 0–1 | 2–3 | 0–0 | 0–0 | 0–0 | 1–1 |
| Ankara Demirspor     | 2–1 | —   | 0–2 | 0–0 | 1–1 | 0–0 | 1–0 | 1–1 |
| Galatasaray          | 2–1 | 1–2 | —   | 0–0 | 5–0 | 1–0 | 1–1 | 0–0 |
| Gençlerbirliği       | 1–1 | 0–0 | 0–0 | —   | 2–2 | 1–2 | 1–1 | 0–3 |
| Göztepe              | 2–3 | 4–2 | 0–0 | 2–1 | —   | 3–0 | 3–2 | 0–1 |
| Karagümrük           | 3–0 | 1–2 | 2–3 | 1–0 | 1–1 | —   | 2–2 | 1–2 |
| Karşıyaka            | 3–1 | 1–1 | 0–1 | 1–1 | 1–1 | 0–3 | —   | 2–0 |
| Vefa                 | 2–2 | 0–0 | 1–1 | 3–0 | 3–2 | 1–0 | 3–0 | —   |

### Grupo Branco
| Mandante \ Visitante | ALT | AGÜ | BEY | BJK | FNB | HAC | İST | İZM |
| -------------------- | --- | --- | --- | --- | --- | --- | --- | --- |
| Altayspor            | —   | 1–0 | 2–2 | 3–1 | 0–1 | 1–0 | 2–0 | 1–1 |
| Ankaragücü           | 2–1 | —   | 2–2 | 1–3 | 2–3 | 1–0 | 1–1 | 1–0 |
| Beykoz               | 2–2 | 3–1 | —   | 2–3 | 0–1 | 1–2 | 1–1 | 0–2 |
| Beşiktaş             | 2–1 | 0–0 | 0–1 | —   | 0–2 | 3–2 | 2–1 | 2–0 |
| Fenerbahçe           | 1–1 | 3–1 | 2–1 |     | —   | 2–1 | 3–0 | 1–0 |
| Hacettepe            | 2–0 | 1–3 | 1–0 | 0–3 | 1–4 | —   | 1–1 | 1–0 |
| İstanbulspor         | 0–1 | 0–1 | 0–0 | 1–2 | 0–5 | 0–2 | —   | 0–0 |
| İzmirspor            | 2–2 | 1–0 | 2–1 | 1–1 | 0–0 | 1–0 | 2–0 | —   |

## Final

### Jogo de ida
| 10 de junho de 1959 | Galatasaray     | 1 – 0 | Fenerbahçe | Estádio İnönü de Beşiktaş, Istambul                   |
|                     | Metin Oktay 39' |       |            | Público: 18 016 espectadores Árbitro: Tiosav Markovic |

Galatasaray:  Leandro Remondini
Turgay Şeren, Saim Taysengil, İsmail Kurt, Ahmet Berman, Ergun Ercins, Nuri Aşan, İsfendiyar Açıksöz, Suat Mamat, Metin Oktay, Dursun Baran e Mete Basmacı.
Fenerbahçe:  Ignace Molnar
Özcan Arkoç, Osman Göktan, Basri Dirimlili, Avni Kalkavan, Naci Erdem, Niyazi Tamakan, Mustafa Güven, Can Bartu, Şeref Has, Lefter Küçükandonyadis e Yüksel Gündüz.

### Jogo de volta
| 14 de junho de 1959 | Fenerbahçe                                                            | 4 – 0 | Galatasaray | Estádio İnönü de Beşiktaş, Istambul                      |
|                     | Yüksel Gündüz 9' · Naci Erdem 44' · Mustafa Güven 70' · Şeref Has 72' |       |             | Público: 26 553 espectadores Árbitro: Francesco Liverani |

Fenerbahçe:  Ignace Molnar
Özcan Arkoç, Osman Göktan, Basri Dirimlili, Avni Kalkavan,Naci Erdem, Niyazi Tamakan, Şeracettin Kırklar, Can Bartu, Şeref Has, Lefter Küçükandonyadis e Yüksel Gündüz.
Galatasaray:  Leandro Remondini
Yüksel Alkan, Saim Taysengil, İsmail Kurt, Ahmet Berman, Ergun Ercins, Nuri Aşan, İsfendiyar Açıksöz, Suat Mamat, Metin Oktay, Dursun Baran e Mete Basmacı.
| Campeão Turco 1959      |
| ----------------------- |
| Fenerbahçe (1.º título) |

## Artilheiros
Atualizado em 14 de junho de 1959
| Pos. | Nome                   | Clube       | Gols |
| ---- | ---------------------- | ----------- | ---- |
| 1    | Metin Oktay            | Galatasaray | 11   |
| 2    | Şirzat Dağcı           | Beykoz      | 9    |
| 3    | Nazmi Bilge            | Beşiktaş    | 8    |
| 4    | Özer Kanra             | Vefa        | 7    |
| 5    | Lefter Küçükandonyadis | Fenerbahçe  | 6    |
| 5    | Seyfi Kentkuran        | Ankaragücü  | 6    |
| 5    | Erdoğan Gökçen         | Adalet      | 6    |
| 5    | Recep Adanır           | Beşiktaş    | 6    |
| 9    | Ayhan Elmastaşoğlu     | Altayspor   | 5    |
| 9    | Aydın Yelken           | Karagümrük  | 5    |